# 吉祥航空

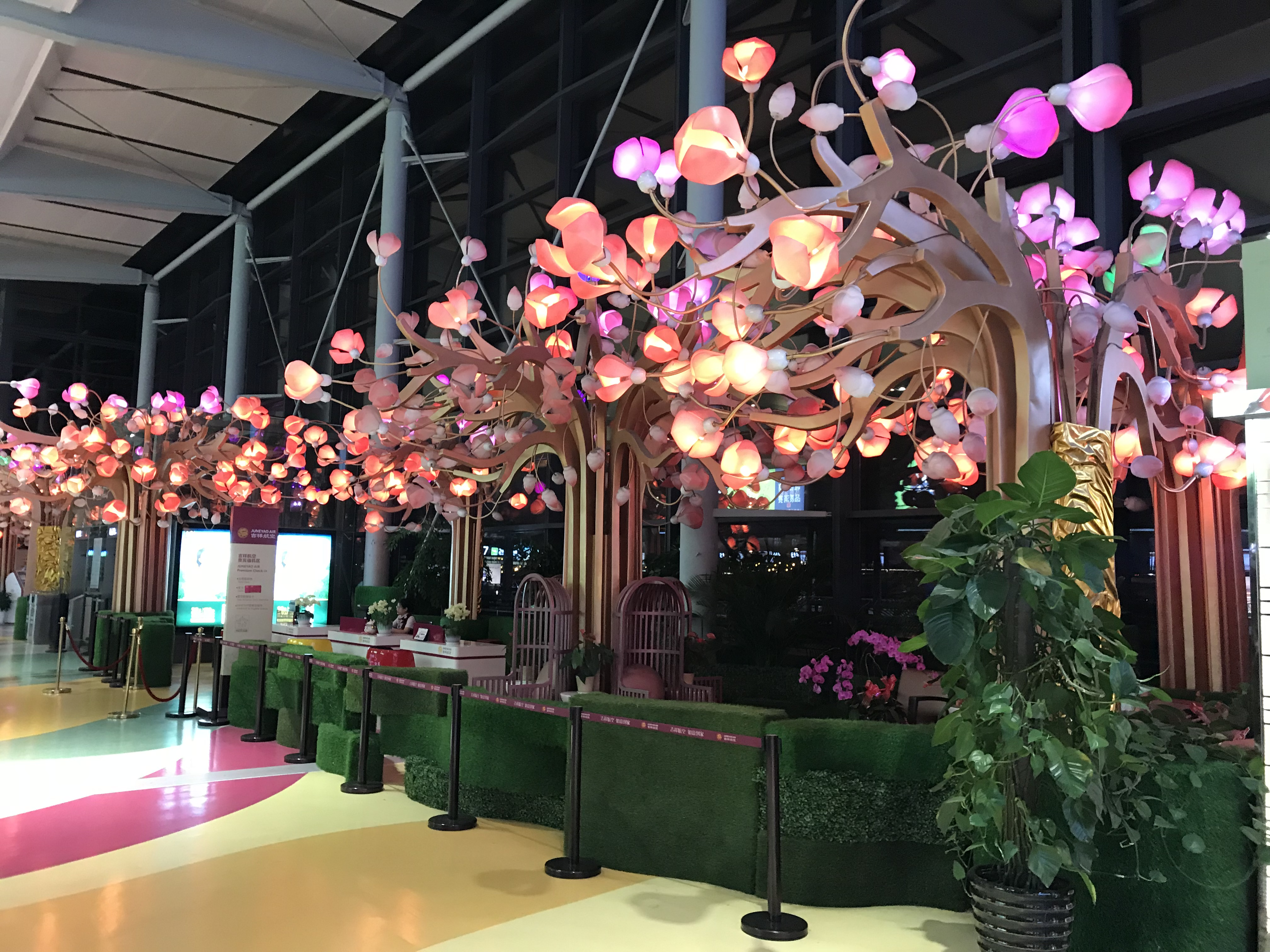
吉祥航空位于上海虹桥国际机场的贵宾值机区

吉祥航空（英語：Juneyao Airlines，上交所：603885）是中华人民共和国的一家民营航空公司，总部位于上海市浦东新区康桥镇，總基地設在上海虹桥国际机场，創立於2005年6月，於2006年9月開始營運中國大陸航線，至今已开通了100多条包括国内以及国际航线。吉祥航空是由上海均瑶（集团）有限公司和上海均瑶航空投资公司共同投资筹建的民营航空公司。因此，公司英文名字是以均瑤（JuneYao）命名。

## 历史
吉祥航空的前身为东部快线航空，2005年4月由均瑶集团筹办，2006年初曾更名为“凤凰航空”，3月23日正式成立。2006年6月14日，经民航总局批准，定名为吉祥航空，同年9月取得《公共航空运输企业经营许可证》《航空承运人运行合格证》。2006年9月25日，吉祥航空首條航線，上海-長沙正式啟航。2010年9月，吉祥航空航线经营范围由国内扩大至港澳地区及周边国家
。
2016年，吉祥航空在南京禄口国际机场设立第二基地。
2018年11月12日中国东方航空股份控股股東東航集團旗下東方航空產業投資，擬出資不超過31.54億元人民幣，認購吉祥航空(603885.SH)不超過1.69億股A股。是次非公開發行股票完成後，若按發行上限計算，東航產投將持有吉祥航空約8.6%的股份
2019年8月29日，東航完成向吉祥香港發行H股，以及東航產投協議受讓吉祥航空7％的存量股份，加上最新的定增後，東航集團合計持有吉祥航空15％的股份。同年10月27日，吉祥航空正式转场大兴国际机场运营。同年11月20日，美国波音民用飞机集团同吉祥航空在西雅图举行隆重仪式，共同庆祝中国民航业直接购买的第100架波音787。
2021年2月，吉祥航空宣布旗下上海吉祥航空物流有限公司与东方航空信息部签署合作协议，双方将围绕IFS智慧物流系统，开展物流与技术合作。

## 服务

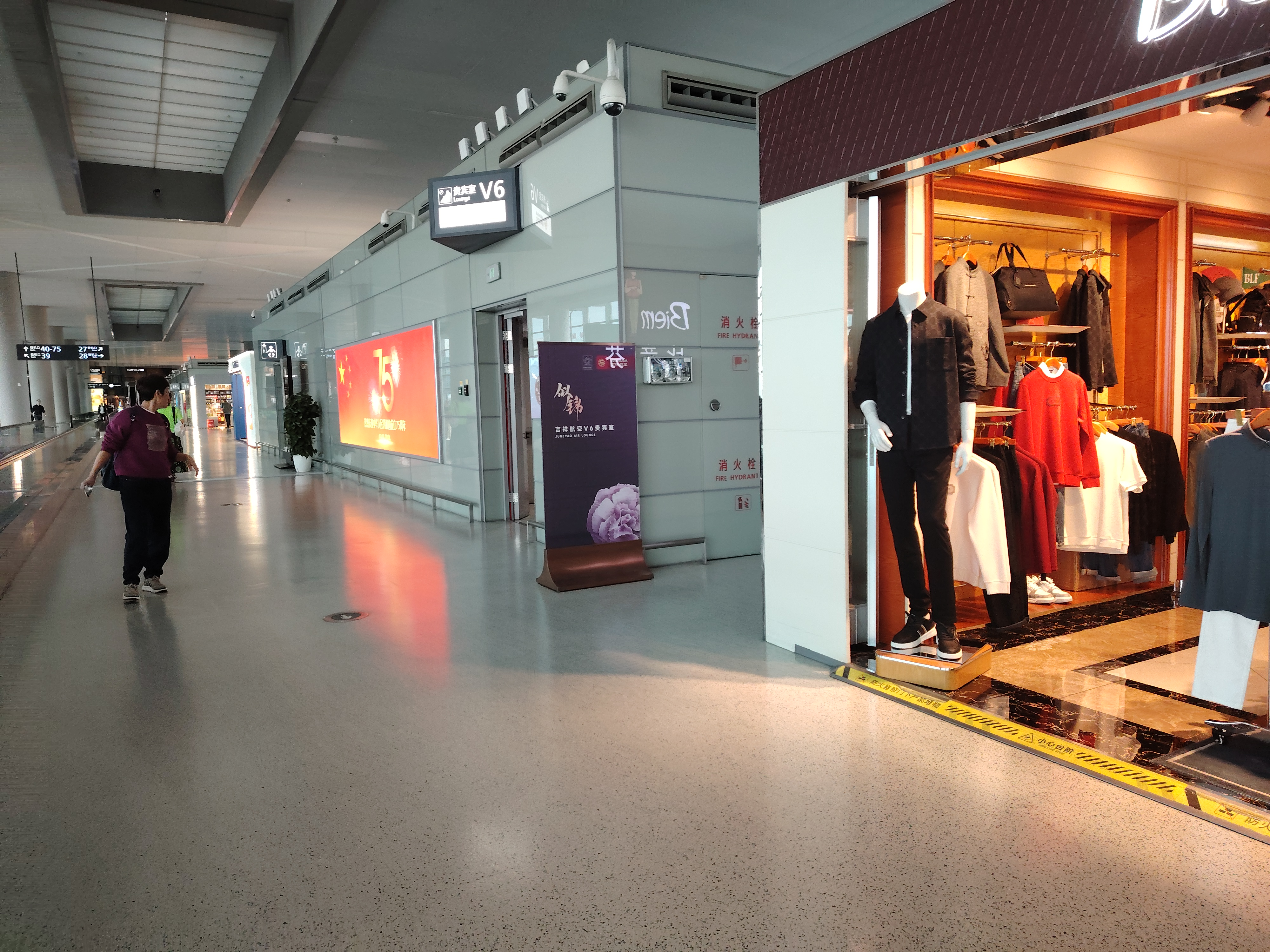
吉祥航空设在虹桥机场的V6“享锦”贵宾厅

吉祥航空是星空聯盟優連夥伴，星空聯盟金卡會員若搭乘吉祥航空的航班時於同一行程包含星空聯盟正式成員的航班，該會員在搭乘吉祥航空航班時將可享受星空聯盟金卡待遇。吉祥航空旗下擁有中國第三家低成本航空公司九元航空，该航空公司总部设于广州。

## 航点與代碼共享

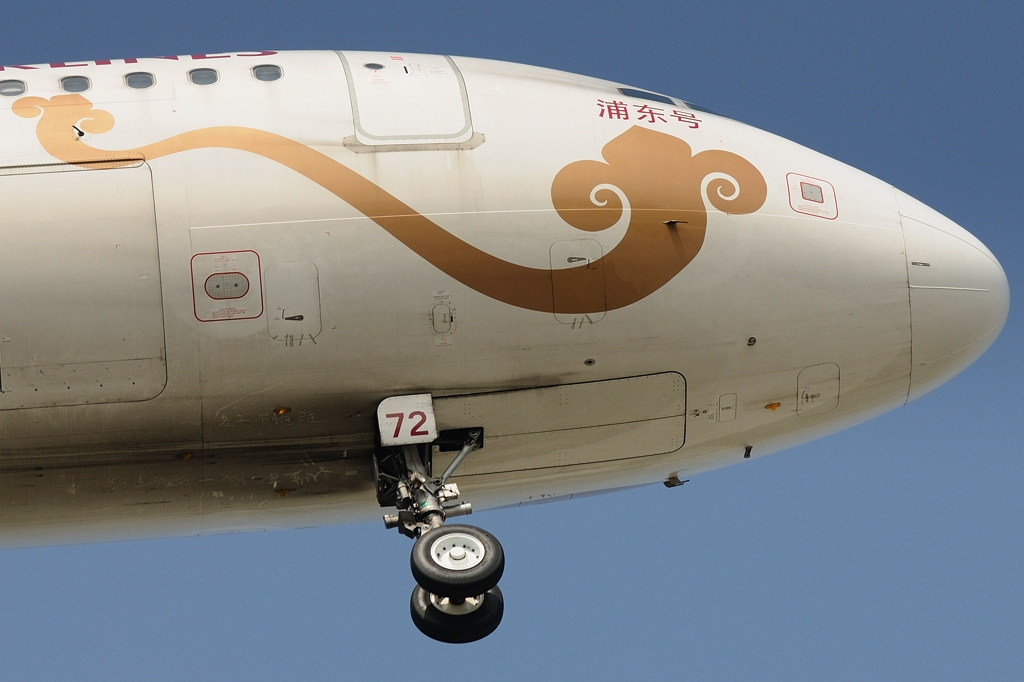
機首彩繪

### 代碼共享
※吉祥航空自2017年5月23日起成為星空聯盟互聯合作夥伴

※吉祥航空與以下航空公司簽訂代碼共享協議：
- 中国国际航空[11]（星空联盟）
- 深圳航空（星空联盟）
- 中国东方航空（天合联盟）
- 中国南方航空
- 長榮航空（星空联盟）
- 全日空航空（星空联盟）
- 芬蘭航空（寰宇一家）

## 机队

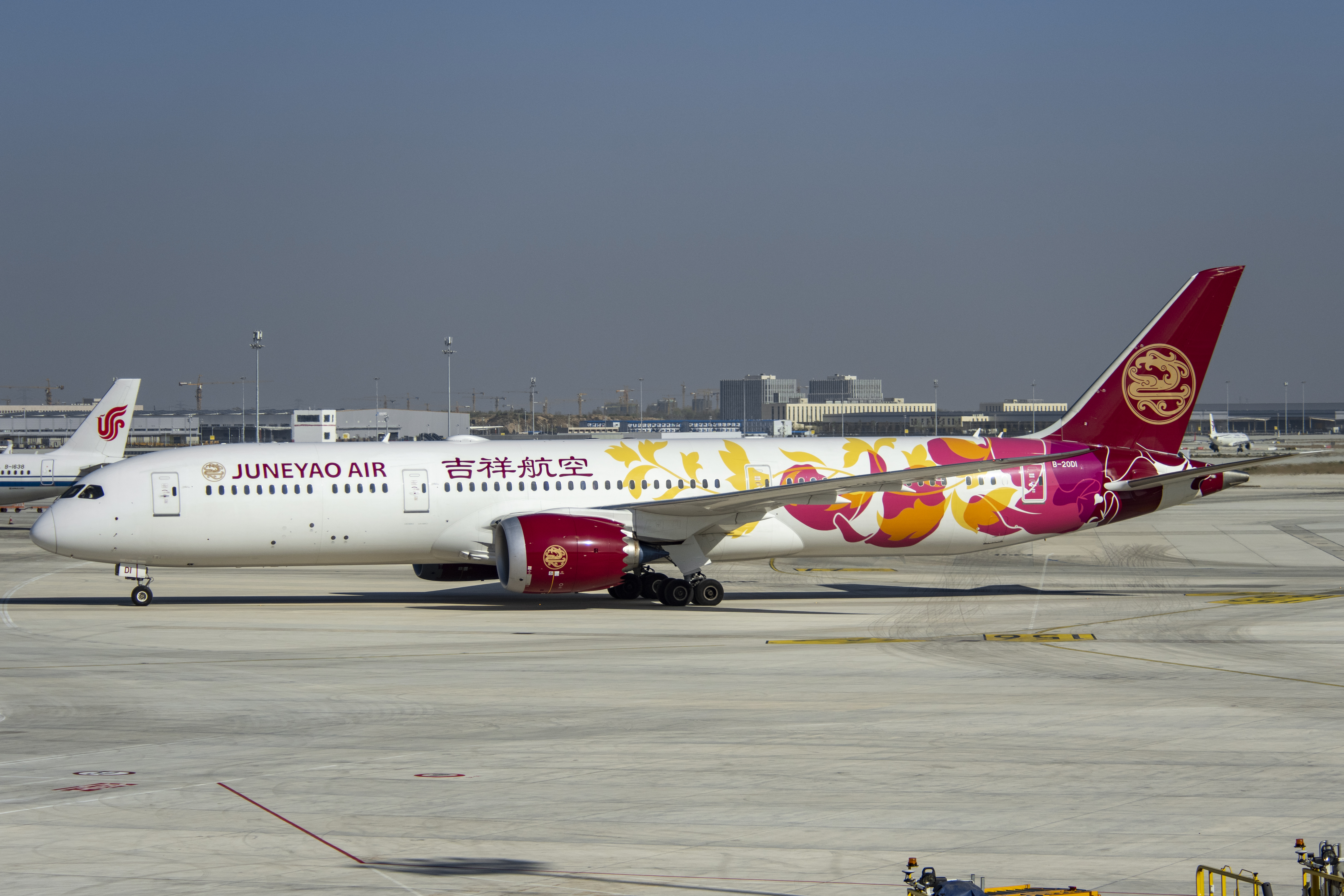
吉祥航空波音787-9在北京大兴国际机场

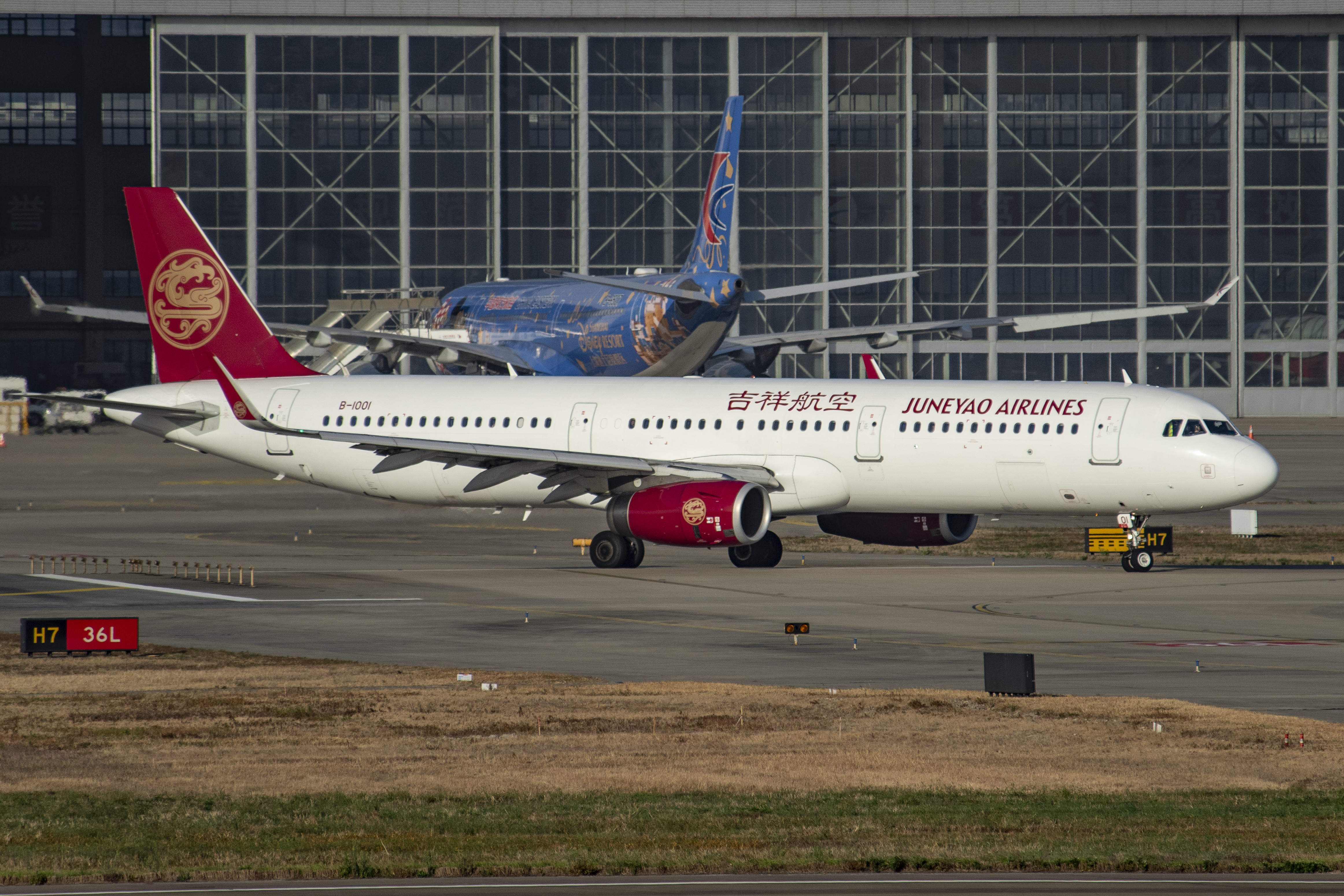
在上海虹桥国际机场等待起飞的吉祥航空A321

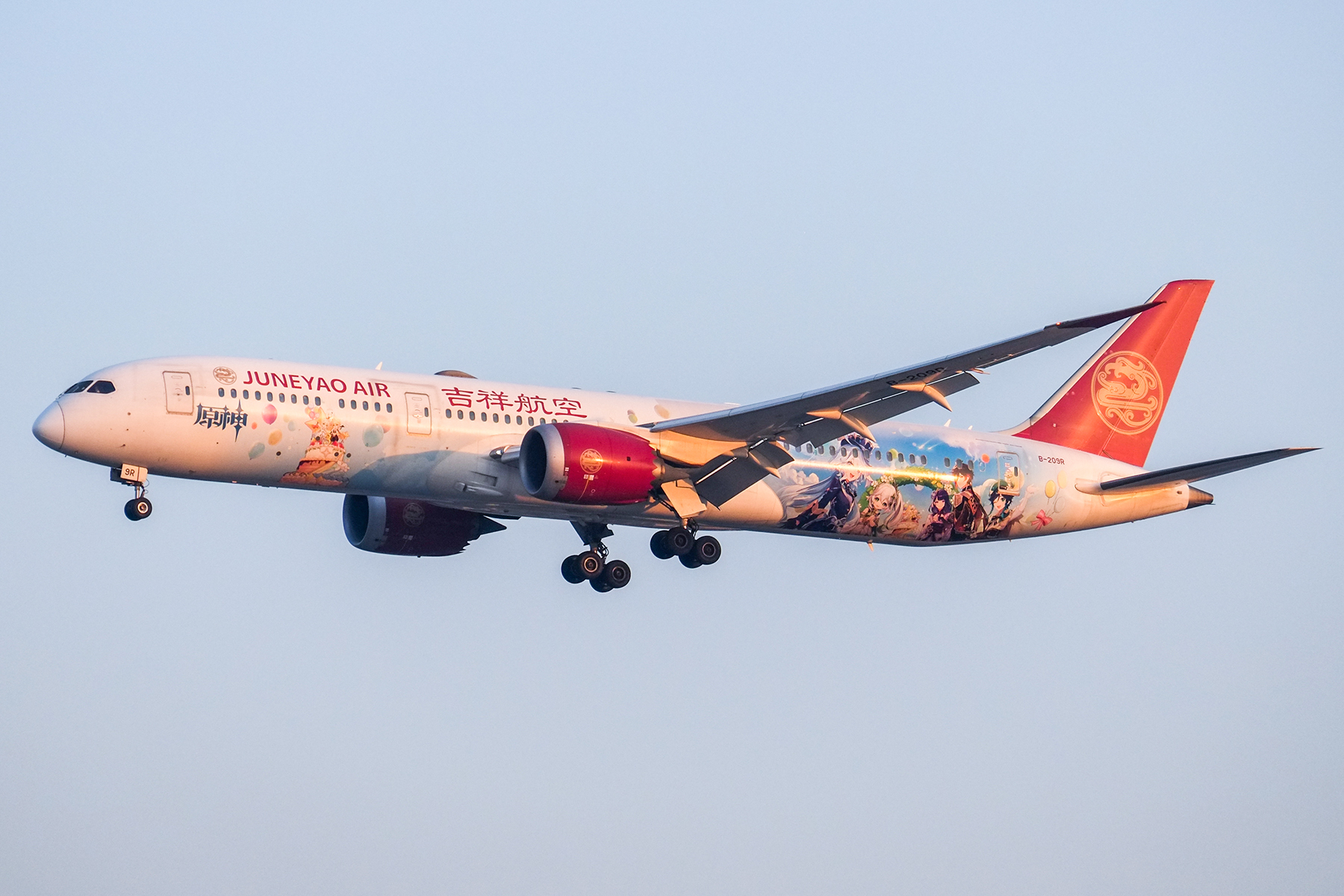
吉祥航空《原神》主题涂装的波音787-9于上海虹桥国际机场最终进近

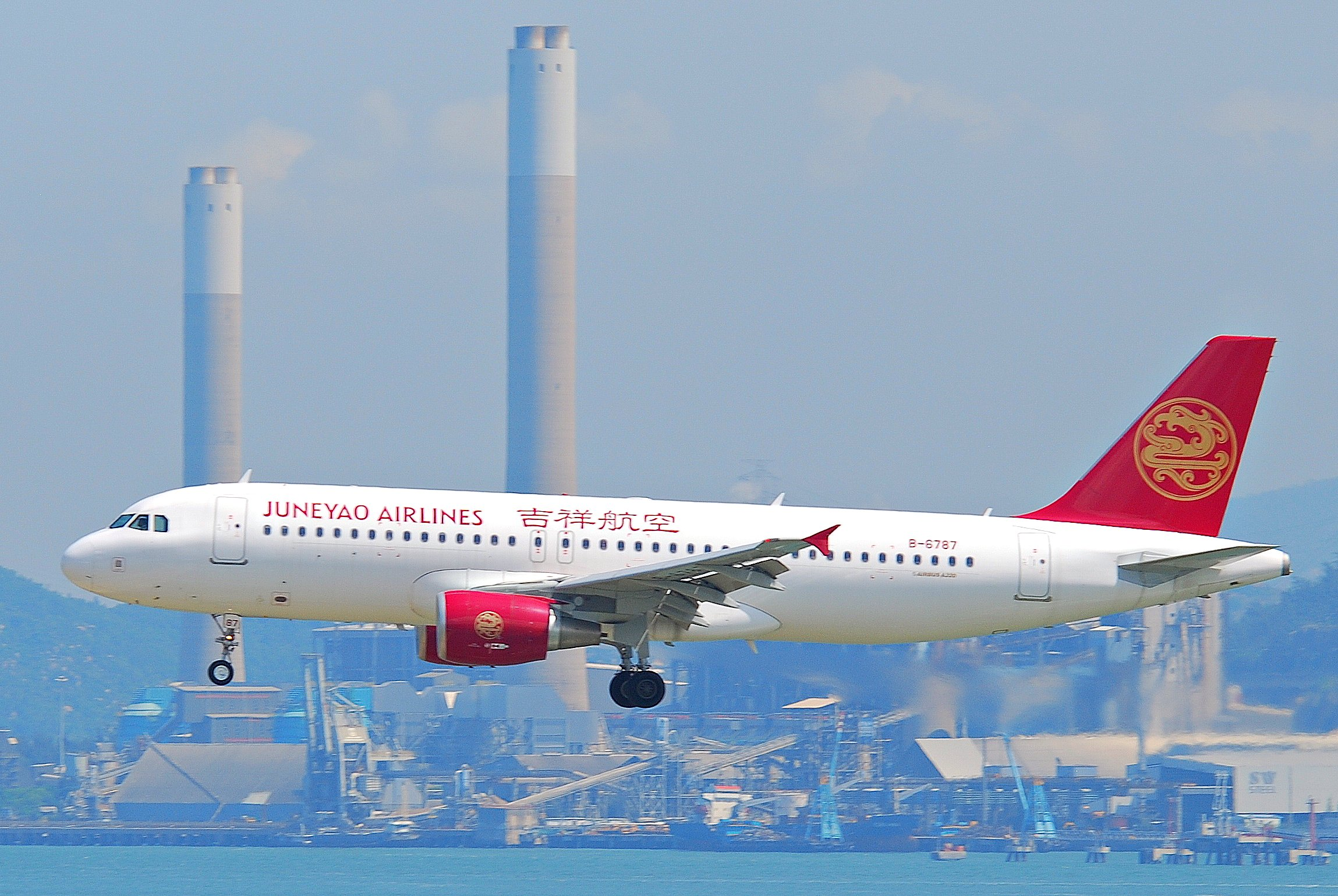
吉祥航空A320正在降落於香港國際機場

### 现役
截止2024年1月，吉祥航空机队数量已达112架，机龄平均仅为6.7年，是全球最为年轻的机队之一。吉祥航空的机队包括：

### 机队拓展
2017年，吉祥航空向波音公司订购10架波音787-9梦想飞机。2018年9月25日，吉祥航空正式对外发布787飞机系列服务产品，首架787飞机注册号B-1115，于10月14日在西雅图交付，于2018年10月20日抵达上海。公务舱为1-2-1布局Thompson Vantage XL全平躺座椅，拥有全舱个人娱乐系统。包括首架机在内，吉祥航空2018年将按计划接收总共3架787客机，均为彩绘涂装；并将于国内重点航线开展试运行，后期将投入公司首批远程洲际航线运营。这将标志吉祥航空正式进入“双机队运营”时代。

## 評價

### Skytrax評估
| 年度 | 獎項                       | 排名    |
| ---- | -------------------------- | ------- |
| 2014 | 全球最佳航空公司           | 第118名 |
| 2015 | 全球最佳航空公司           | 第89名  |
| 2016 | 全球最佳航空公司           | 第90名  |
| 2017 | 全球最佳航空公司           | 第83名  |
| 2018 | 全球最佳航空公司           | 第81名  |
| 2019 | 全球最佳航空公司           | 第80名  |
| 2021 | 全球最佳航空公司           | 第64名  |
| 2022 | 全球最佳航空公司           | 第107名 |
| 2023 | 全球最佳航空公司           | 第95名  |
| 2024 | 三星級航空公司             | 不適用  |
| 2024 | 亞洲最佳區域性航空公司     | 第4名   |
| 2024 | 中國地區最佳區域性航空公司 | 第2名   |
| 2024 | 中國地區最佳航空公司員工   | 第5名   |
| 2024 | 中國地區最佳航空公司       | 第7名   |

## 事件
- 2011年8月13日，上海浦东机场因天气原因，致多架飞机降落延误。卡塔尔航空QR888航班在等待降落时报告油量不足，被安排于虹桥机场优先着陆，但正在此建立航道的吉祥航空HO1112拒绝改出。[17]期间QR888宣布Mayday（紧急状况，享有最高优先级），但HO1112也自称油量不足，未行让路。随后HO1112、QR888先后安全着陆。经查实，吉祥航空HO1112航班落地后，剩余油量为2,900公斤，根据执飞该航班的A320机型性能手册，在保留剩余最后30分钟燃油情况下仍可等待飞行约42分钟。QR888航班落地后的剩余油量为5,200公斤，根据执飞该航班的B777-300ER机型性能手册，在保留剩余最后30分钟燃油情况下仍可等待飞行约18分钟。29日，中国民航华东管理局发布调查结果。调查结果认为QR888未有违章，但在预测燃油可用时间上存在不足，中国民用航空局将就此事致函卡塔尔民航当局。调查结果同时吊销HO1112韩籍机长执照，暂扣副驾驶6个月驾驶员执照，暂停吉祥航空招录外籍飞行人员资格和其扩大经营范围、设立分公司、购租飞机等事项的申请。[18]参见：吉祥航空1112号班机拒绝避让事件
- 2020年1月28日正值新冠肺炎事件，由日本大阪关西国际机场出发的吉祥航空HO1340航班，原先飞往上海浦东机场，但为配合疫情防控，經過反復協調和申請，將航班的目的地改為武漢天河機場，將94位武漢籍乘客送回武汉。航班上還搭載了19箱口罩與防護服，均为吉祥航空通過日本營業部在當地組織採購的，一併運到了武漢天河機場。该航班抵達武漢，立即返回上海不做停留。執行該航班任務的飛機，也將按一級防疫標準全面消毒，客艙由專業人員完成全方位消毒工作。
- 2021年9月，新冠疫情期间，吉祥航空拒绝9月4日、9月12日两班从赫尔辛基飞往上海的航班共计69位留学生旅客登机，理由是被航空公司单方面定义为“密接”[19]。大多数被拒载乘客只得被迫滞留在芬兰机场，再加上大多数人没有可以入境芬兰的申根签证，他们只能想办法自行返回英国。吉祥航空公司要求乘客们独立承担一切的包括物质、精神在内的全部损失[20]。
- 2022年2月19日，吉祥航空从上海虹桥飞往成都天府机场的HO1231航班19点34分起飞后，因驾驶舱左侧侧风挡出现大面积蛛网裂纹，临时改变飞行计划，机组从1万多米的巡航高度紧急下降，最高下降率达到了7分钟下降4,381米，于当天21点18分备降武汉天河机场，随后该航班在武汉就地取消。[21]
- 2023年11月3日，吉祥航空从大阪关西飞往上海浦东的HO1338航班在下降过程中，一名旅客擅自操作飞机舱门手柄，被机组及时发现并制止。在航班安全落地后，涉事旅客被移交警方接受调查，后被刑事拘留。[22]
- 2023年11月8日，吉祥航空從香港飛往南京的HO1650航班因公共安全原因備降揭阳潮汕机场。有網傳消息稱，備降疑似與爆炸物有關。[23]但中国民航广东安全监督管理局航空安全办公室工作人员表示网传消息是谣言，属于虚假匿名电话报警。[24]
- 2023年12月7日，一位乘客表示她上海浦東機場搭乘吉祥航空航班飛往日本大阪時，工作人員讓一名外籍旅客優先上飛機，令她滯留機場。而在尋求解釋時，工作人員則表示指該外籍乘客行李已托運，因此讓他上飛機（唯獨已托運行李的為該乘客）。吉祥航空表示，事件為偶發服務過錯，不存在偏袒外籍旅客的行為。[25]吉祥航空還表示已对涉事工作人员停职处理，並对该航班管理团队追责。[26]
- 2024年5月10日，一网友表示，其父亲5月6日从乌鲁木齐乘吉祥航空航班飞往上海治疗癌症，在出发机场被吉祥航空拒载。其父亲只好准备改乘火车，次日在酒店电梯门口摔倒身亡。5月10日，吉祥航空方面回应记者称，这名轮椅旅客身体虚弱、说话困难且无陪同家属，且患多项重疾，家属未能提供适宜乘机证明，吉祥航空於是不讓他登機。[27]
- 2025年2月23日，吉祥航空由烏魯木齊前往上海／虹橋的HO1256航班上，有乘客發現由空中服務員派發的綜合堅果小食均已經過期十天後，空中服務員馬上透過衛星電話，與公司總部聯絡協商解決方案。當航機抵達上海後，航空公司職員表示會向該航班的所有乘客賠償一千元人民幣，但同時必須簽署保密協議書而引發爭議。[28]